# Norwood (Ohio)
Pour les articles homonymes, voir Norwood.
Norwood est une ville du comté de Hamilton, dans l’État de l’Ohio. Lors du recensement de 2010, sa population s’élevait à 19 207 habitants. Sa superficie totale est de 8,16 km2.

## Toponymie
Norwood est aussi désignée comme étant " the Gem of the Highlands" (littéralement le joyaux des Highlands).

## Histoire
En 1809, une taverne est établie. John Sharp construisit ensuite une cabane et un petit magasin de campagne du côté opposé de l’intersection. La communauté d’une demi-douzaine de maisons est rapidement devenue connue comme "Sharpsburg", après M. Sharp.
En 1866, les premières voies du chemin de fer de la compagnie Marietta and Cincinnati ont été achevées, reliant Loveland à Cincinnati.
Le 14 mai 1888, Norwood fut officiellement considéré comme un village lors de son intégration dans le comté de Hamilton.

## Démographie
Au moment recensement de 2010, il y avait 19 207 personnes, 8 320 ménages et 4 190 familles résidant dans la ville. La densité de population était de 6 097,5 habitants par mille carré (2 354,3/km2).

## Économie
Norwood a une importante histoire industrielle qui remonte à l’usine historique de briques de Norwood à la fin du XIXe siècle, qui a fourni de la brique d’argile pour la construction de nombreux bâtiments historiques de Cincinnati.

## Éducation
Le district scolaire de Norwood City est composé de Norwood High School, Norwood Middle School, Sharpsburg Elementary, Norwood View Elementary, Williams Avenue Elementary et Norwood Preschool.